# Wladimir Wadimowitsch Malkow
Wladimir Wadimowitsch Malkow (* 9. April 1986; russisch Владимир Вадимович Мальков, englische Transkription Vladimir Vadimovich Malkov) ist ein russischer Badmintonspieler.

## Karriere
Wladimir Malkow gewann 2003 die russischen Einzelmeisterschaften der Junioren. 2005 siegte er bei den Hungarian International und wurde Dritter bei der Junioren-Europameisterschaft. Im Folgejahr gewann er erneut die Hungarian International. 2009 und 2022 war er bei den nationalen Titelkämpfen erfolgreich. 2012 gewann er wieder den Titel im Einzel bei den Hungarian International. 2015 siegte er bei den Kazakhstan International, 2018 bei den Dubai International.